# Kentaro Seki
Kentaro Seki (関 憲太郎 Seki Kentaro?, Gunma, 9 de marzo de 1986) es un exfutbolista japonés que jugaba como guardameta.

## Trayectoria

### Clubes
| Club                   | País  | Año       |
| ---------------------- | ----- | --------- |
| Vegalta Sendai         | Japón | 2008-2020 |
| Yokohama FC (cedido)   | Japón | 2010-2012 |
| Renofa Yamaguchi F. C. | Japón | 2021-2024 |